# 3e étape du Tour de France 2004
Pour un article plus général, voir Tour de France 2004.
La 3e étape du Tour de France 2004 s'est déroulée le 6 juillet 2004 sur 195 kilomètres entre Waterloo et Wasquehal. Le Français Jean-Patrick Nazon s'est imposé au sprint. Cette étape a été marquée par les cassures provoquées lors du franchissement de secteurs pavés durant l'étape. Iban Mayo, un des principaux candidats à la victoire finale, a perdu plusieurs minutes sur cette étape.

## Classement de l'étape
| \| Classement de l'étape \| Classement de l'étape \| Classement de l'étape \| Classement de l'étape \| Classement de l'étape \| \| Coureur \| Coureur \| Pays \| Équipe \| Temps \| \| --------------------- \| ---------------------- \| --------------------- \| ---------------------- \| --------------------- \| \| 1er \| Jean-Patrick Nazon \| France \| AG2R Prévoyance \| 4 h 36 min 45 s \| \| 2e \| Erik Zabel \| Allemagne \| T-Mobile \| + 0 s \| \| 3e \| Robbie McEwen \| Australie \| Lotto-Domo \| + 0 s \| \| 4e \| Tom Boonen \| Belgique \| Quick Step-Davitamon \| + 0 s \| \| 5e \| Kim Kirchen \| Luxembourg \| Fassa Bortolo \| + 0 s \| \| 6e \| Danilo Hondo \| Allemagne \| Gerolsteiner \| + 0 s \| \| 7e \| Jaan Kirsipuu \| Estonie \| AG2R Prévoyance \| + 0 s \| \| 8e \| Alessandro Bertolini \| Italie \| Alessio-Bianchi \| + 0 s \| \| 9e \| Fabio Baldato \| Italie \| Alessio-Bianchi \| + 0 s \| \| 10e \| José Enrique Gutiérrez \| Espagne \| Phonak Hearing Systems \| + 0 s \| |                        |            |                        |                 |
| |                        |            |                        |                 |
| |                        |            |                        |                 |
| Classement de l'étape |                        |            |                        |                 |
| Coureur | Coureur                | Pays       | Équipe                 | Temps           |
| 1er | Jean-Patrick Nazon     | France     | AG2R Prévoyance        | 4 h 36 min 45 s |
| 2e | Erik Zabel             | Allemagne  | T-Mobile               | + 0 s           |
| 3e | Robbie McEwen          | Australie  | Lotto-Domo             | + 0 s           |
| 4e | Tom Boonen             | Belgique   | Quick Step-Davitamon   | + 0 s           |
| 5e | Kim Kirchen            | Luxembourg | Fassa Bortolo          | + 0 s           |
| 6e | Danilo Hondo           | Allemagne  | Gerolsteiner           | + 0 s           |
| 7e | Jaan Kirsipuu          | Estonie    | AG2R Prévoyance        | + 0 s           |
| 8e | Alessandro Bertolini   | Italie     | Alessio-Bianchi        | + 0 s           |
| 9e | Fabio Baldato          | Italie     | Alessio-Bianchi        | + 0 s           |
| 10e | José Enrique Gutiérrez | Espagne    | Phonak Hearing Systems | + 0 s           |

## Classement général
| \| Classement général \| Classement général \| Classement général \| Classement général \| Classement général \| \| Coureur \| Coureur \| Pays \| Équipe \| Temps \| \| ------------------ \| ---------------------- \| ------------------ \| ----------------------------- \| ------------------ \| \| 1er \| Robbie McEwen \| Australie \| Lotto-Domo \| 13 h 42 min 34 s \| \| 2e \| Fabian Cancellara \| Suisse \| Fassa Bortolo \| + 1 s \| \| 3e \| Jens Voigt \| Allemagne \| CSC \| + 9 s \| \| 4e \| Jean-Patrick Nazon \| France \| AG2R Prévoyance \| + 12 s \| \| 5e \| Lance Armstrong \| États-Unis \| US Postal Service-Berry Floor \| DQ \| \| 6e \| Danilo Hondo \| Allemagne \| Gerolsteiner \| + 22 s \| \| 7e \| Erik Zabel \| Allemagne \| T-Mobile \| + 23 s \| \| 8e \| José Enrique Gutiérrez \| Espagne \| Phonak Hearing Systems \| + 23 s \| \| 9e \| Levi Leipheimer \| États-Unis \| Rabobank \| DQ \| \| 10e \| Óscar Pereiro \| Espagne \| Phonak Hearing Systems \| + 25 s \| |                        |            |                               |                  |
| |                        |            |                               |                  |
| |                        |            |                               |                  |
| Classement général |                        |            |                               |                  |
| Coureur | Coureur                | Pays       | Équipe                        | Temps            |
| 1er | Robbie McEwen          | Australie  | Lotto-Domo                    | 13 h 42 min 34 s |
| 2e | Fabian Cancellara      | Suisse     | Fassa Bortolo                 | + 1 s            |
| 3e | Jens Voigt             | Allemagne  | CSC                           | + 9 s            |
| 4e | Jean-Patrick Nazon     | France     | AG2R Prévoyance               | + 12 s           |
| 5e | Lance Armstrong        | États-Unis | US Postal Service-Berry Floor | DQ               |
| 6e | Danilo Hondo           | Allemagne  | Gerolsteiner                  | + 22 s           |
| 7e | Erik Zabel             | Allemagne  | T-Mobile                      | + 23 s           |
| 8e | José Enrique Gutiérrez | Espagne    | Phonak Hearing Systems        | + 23 s           |
| 9e | Levi Leipheimer        | États-Unis | Rabobank                      | DQ               |
| 10e | Óscar Pereiro          | Espagne    | Phonak Hearing Systems        | + 25 s           |

## Classements annexes
| Classement par points | Classement par points | Classement par points | Classement par points | Classement par points |
| Coureur               | Coureur               | Pays                  | Équipe                | Points                |
| --------------------- | --------------------- | --------------------- | --------------------- | --------------------- |
| 1er                   | Robbie McEwen         | Australie             | Lotto-Domo            | 93 pts                |
| 2e                    | Jean-Patrick Nazon    | France                | AG2R Prévoyance       | 85 pts                |
| 3e                    | Jaan Kirsipuu         | Estonie               | AG2R Prévoyance       | 74 pts                |
| 4e                    | Danilo Hondo          | Allemagne             | Gerolsteiner          | 74 pts                |
| 5e                    | Thor Hushovd          | Norvège               | Crédit Agricole       | 70 pts                |

| Classement par points | Classement par points | Classement par points | Classement par points | Classement par points |
| Coureur               | Coureur               | Pays                  | Équipe                | Points                |
| --------------------- | --------------------- | --------------------- | --------------------- | --------------------- |
| 1er                   | Robbie McEwen         | Australie             | Lotto-Domo            | 93 pts                |
| 2e                    | Jean-Patrick Nazon    | France                | AG2R Prévoyance       | 85 pts                |
| 3e                    | Jaan Kirsipuu         | Estonie               | AG2R Prévoyance       | 74 pts                |
| 4e                    | Danilo Hondo          | Allemagne             | Gerolsteiner          | 74 pts                |
| 5e                    | Thor Hushovd          | Norvège               | Crédit Agricole       | 70 pts                |

| Classement de la montagne | Classement de la montagne | Classement de la montagne | Classement de la montagne       | Classement de la montagne |
| Coureur                   | Coureur                   | Pays                      | Équipe                          | Points                    |
| ------------------------- | ------------------------- | ------------------------- | ------------------------------- | ------------------------- |
| 1er                       | Paolo Bettini             | Italie                    | Quick Step-Davitamon            | 19 pts                    |
| 2e                        | Janek Tombak              | Estonie                   | Cofidis-Le Crédit par Téléphone | 14 pts                    |
| 3e                        | Jens Voigt                | Allemagne                 | CSC                             | 9 pts                     |
| 4e                        | Bram de Groot             | Pays-Bas                  | Rabobank                        | 7 pts                     |
| 5e                        | Jérôme Pineau             | France                    | Brioches La Boulangère          | 3 pts                     |

| Classement de la montagne | Classement de la montagne | Classement de la montagne | Classement de la montagne       | Classement de la montagne |
| Coureur                   | Coureur                   | Pays                      | Équipe                          | Points                    |
| ------------------------- | ------------------------- | ------------------------- | ------------------------------- | ------------------------- |
| 1er                       | Paolo Bettini             | Italie                    | Quick Step-Davitamon            | 19 pts                    |
| 2e                        | Janek Tombak              | Estonie                   | Cofidis-Le Crédit par Téléphone | 14 pts                    |
| 3e                        | Jens Voigt                | Allemagne                 | CSC                             | 9 pts                     |
| 4e                        | Bram de Groot             | Pays-Bas                  | Rabobank                        | 7 pts                     |
| 5e                        | Jérôme Pineau             | France                    | Brioches La Boulangère          | 3 pts                     |

| Classement du meilleur jeune | Classement du meilleur jeune | Classement du meilleur jeune | Classement du meilleur jeune | Classement du meilleur jeune |
| Coureur                      | Coureur                      | Pays                         | Équipe                       | Temps                        |
| ---------------------------- | ---------------------------- | ---------------------------- | ---------------------------- | ---------------------------- |
| 1er                          | Fabian Cancellara            | Suisse                       | Fassa Bortolo                | 13 h 42 min 35 s             |
| 2e                           | Tom Boonen                   | Belgique                     | Quick Step-Davitamon         | + 27 s                       |
| 3e                           | Michele Scarponi             | Italie                       | Domina Vacanze               | + 32 s                       |
| 4e                           | Jérôme Pineau                | France                       | Brioches La Boulangère       | + 34 s                       |
| 5e                           | Mark Scanlon                 | Irlande                      | AG2R Prévoyance              | + 35 s                       |

| Classement du meilleur jeune | Classement du meilleur jeune | Classement du meilleur jeune | Classement du meilleur jeune | Classement du meilleur jeune |
| Coureur                      | Coureur                      | Pays                         | Équipe                       | Temps                        |
| ---------------------------- | ---------------------------- | ---------------------------- | ---------------------------- | ---------------------------- |
| 1er                          | Fabian Cancellara            | Suisse                       | Fassa Bortolo                | 13 h 42 min 35 s             |
| 2e                           | Tom Boonen                   | Belgique                     | Quick Step-Davitamon         | + 27 s                       |
| 3e                           | Michele Scarponi             | Italie                       | Domina Vacanze               | + 32 s                       |
| 4e                           | Jérôme Pineau                | France                       | Brioches La Boulangère       | + 34 s                       |
| 5e                           | Mark Scanlon                 | Irlande                      | AG2R Prévoyance              | + 35 s                       |

| Classement par équipes | Classement par équipes        | Classement par équipes | Classement par équipes |
| Équipe                 | Équipe                        | Pays                   | Temps                  |
| ---------------------- | ----------------------------- | ---------------------- | ---------------------- |
| 1re                    | US Postal Service-Berry Floor | États-Unis             |                        |
| 2e                     | Fassa Bortolo                 | Italie                 | + 4 s                  |
| 3e                     | CSC                           | Danemark               | + 6 s                  |
| 4e                     | Phonak Hearing Systems        | Suisse                 | + 6 s                  |
| 5e                     | Rabobank                      | Pays-Bas               | + 21 s                 |

| Classement par équipes | Classement par équipes        | Classement par équipes | Classement par équipes |
| Équipe                 | Équipe                        | Pays                   | Temps                  |
| ---------------------- | ----------------------------- | ---------------------- | ---------------------- |
| 1re                    | US Postal Service-Berry Floor | États-Unis             |                        |
| 2e                     | Fassa Bortolo                 | Italie                 | + 4 s                  |
| 3e                     | CSC                           | Danemark               | + 6 s                  |
| 4e                     | Phonak Hearing Systems        | Suisse                 | + 6 s                  |
| 5e                     | Rabobank                      | Pays-Bas               | + 21 s                 |